# Teri Shields
Teri Shields (* 1. August 1933 in Newark, New Jersey; † 31. Oktober 2012 in New York City, New York), eigentlich Maria Theresia Schmonn, manchmal auch Schmon geschrieben, war eine US-amerikanische Schauspielerin und Filmproduzentin.

## Leben und Karriere
In jungen Jahren war Teri Shields als Model tätig. 1964 heiratete sie Francis Alexander Shields. Die gemeinsame Tochter Brooke Shields wurde 1965 geboren. Die Ehe wurde später geschieden. Shields trat in den Filmen Wanda Nevada, Endlose Liebe und Im Dschungel der Unterwelt jeweils neben ihrer Tochter Brooke in Nebenrollen auf.
Sie lebte gegen Ende ihres Lebens in einem Pflegeheim für Demenzkranke, wo sie nach langer Krankheit starb.

## Filmografie
- 1979: Wanda Nevada
- 1981: Endlose Liebe (Endless Love)
- 1983: Sahara (als Produzentin beteiligt)
- 1990: Im Dschungel der Unterwelt (Backstreet Dreams)